# Чемпіонат світу з хокею із шайбою 2006 (дивізіон I)
Чемпіонат світу з хокею із шайбою 2006 — чемпіонат світу з хокею із шайбою, який проходив у Франції та Естонії.

## Учасники змагань

### Група А
| Команда         | Кваліфікація                                           |
| --------------- | ------------------------------------------------------ |
| Німеччина       | 15-е місце в елітному дивізіоні і пониження у 2005     |
| Франція         | 2-е місце у дивізіоні I (група В) у 2005               |
| Угорщина        | 3-є місце у дивізіоні I (група А) у 2005               |
| Японія          | 4-е місце у дивізіоні I (група А) у 2005               |
| Велика Британія | 5-е місце у дивізіоні I (група А) у 2005               |
| Ізраїль         | 1-е місце у дивізіоні II (група B) і підвищення у 2005 |

### Група B
| Команда    | Кваліфікація                                           |
| ---------- | ------------------------------------------------------ |
| Австрія    | 16-е місце в елітному дивізіоні і пониження у 2005     |
| Польща     | 2-е місце у дивізіоні I (група А) у 2005               |
| Нідерланди | 3-є місце у дивізіоні I (група В) у 2005               |
| Естонія    | 4-е місце у дивізіоні I (група В) у 2005               |
| Литва      | 5-е місце у дивізіоні I (група В) у 2005               |
| Хорватія   | 1-е місце у дивізіоні II (група A) і підвищення у 2005 |

## Група А

### Таблиця

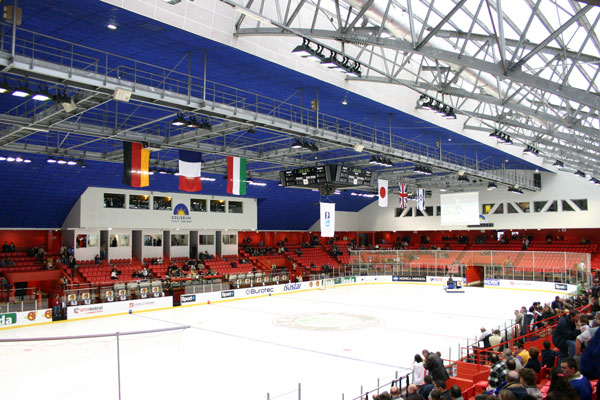
Льодовий палац в Ам'єні.

| Збірна             | М | В | Н | П | Ш     | О  |
| ------------------ | - | - | - | - | ----- | -- |
| 1. Німеччина       | 5 | 5 | 0 | 0 | 34-3  | 10 |
| 2. Франція         | 5 | 3 | 1 | 1 | 17-9  | 7  |
| 3. Японія          | 5 | 3 | 0 | 2 | 18-14 | 6  |
| 4. Угорщина        | 5 | 2 | 1 | 2 | 20-18 | 5  |
| 5. Велика Британія | 5 | 1 | 0 | 4 | 17-17 | 2  |
| 6. Ізраїль         | 5 | 0 | 0 | 5 | 3-47  | 0  |

### Результати
| 24 квітня 13:00 | Ізраїль         | 2-11 (2-0,0-1,1-2) | Німеччина       |
| 24 квітня 16:30 | Велика Британія | 3-4 (0-1,1-1,2-2)  | Угорщина        |
| 24 квітня 20:00 | Японія          | 1-4 (0-2,1-2,0-0)  | Франція         |
| 25 квітня 16:30 | Німеччина       | 4-0 (1-0,1-0,2-0)  | Японія          |
| 25 квітня 20:00 | Франція         | 1-0 (0-0,0-0,1-0)  | Велика Британія |
| 26 квітня 16:30 | Угорщина        | 8-0 (3-0,3-0,2-0)  | Ізраїль         |
| 27 квітня 13:00 | Ізраїль         | 1-7 (0-1,1-3,0-3)  | Японія          |
| 27 квітня 16:30 | Німеччина       | 8-0 (4-0,1-0,3-0)  | Велика Британія |
| 27 квітня 20:00 | Франція         | 3-3 (1-1,2-1,0-1)  | Угорщина        |
| 29 квітня 13:00 | Японія          | 4-2 (1-2,1-0,2-0)  | Велика Британія |
| 29 квітня 16:30 | Франція         | 9-0 (3-0,2-0,4-0)  | Ізраїль         |
| 29 квітня 20:00 | Угорщина        | 2-6 (1-0,1-2,0-4)  | Німеччина       |
| 30 квітня 13:00 | Велика Британія | 12-0 (2-0,4-0,6-0) | Ізраїль         |
| 30 квітня 16:30 | Угорщина        | 3-6 (1-1,1-3,1-2)  | Японія          |
| 30 квітня 20:00 | Німеччина       | 5-0 (2-0,3-0,0-0)  | Франція         |

### Найкращі бомбардири
| Гравець            | Матчі | Голи | Паси | Очки | +/− | ШХ | Поз |
| ------------------ | ----- | ---- | ---- | ---- | --- | -- | --- |
| Саша Гоч           | 5     | 6    | 5    | 11   | +3  | 2  | З   |
| Крістіан Палькович | 5     | 3    | 8    | 8    | 0   | 2  | Ф   |
| Олів'є Коко        | 5     | 2    | 6    | 8    | +3  | 0  | Ф   |
| Габор Оцкай        | 5     | 2    | 6    | 8    | +1  | 4  | Ф   |
| Марко Штурм        | 5     | 4    | 3    | 7    | +4  | 6  | Ф   |
| Фелікс Шюц         | 5     | 2    | 5    | 7    | +5  | 0  | Ф   |
| Такахіто Судзукі   | 5     | 2    | 5    | 7    | +3  | 6  | Ф   |

Джерело: IIHF.com [Архівовано 11 квітня 2014 у Wayback Machine.]

### Найкращі воротарі
Список п'яти найращих воротарів, сортованих за відсотком відбитих кидків. У список включені лише ті гравці, які провели щонайменш 40% хвилин.
| Гравець         | ЧНЛ    | ГП  | СП | СПГ  | %ВК   | ША |
| --------------- | ------ | --- | -- | ---- | ----- | -- |
| Роберт Мюллер   | 239:08 | 74  | 2  | 0.50 | 97.30 | 3  |
| Стівен Лайл     | 217:41 | 122 | 9  | 2.48 | 92.62 | 1  |
| Фабріс Ланрі    | 240:00 | 99  | 9  | 2.25 | 90.91 | 1  |
| Наоя Кікучі     | 180:00 | 81  | 9  | 3.00 | 88.89 | 0  |
| Харуна Масахіто | 120:00 | 45  | 5  | 2.50 | 88.89 | 0  |

ЧНЛ = часу на льоду (хвилини:секунди); КП = кидки; ГП = голів пропушено; СП = Середня кількість пропущених шайб; СПГ = Голи, пропущені в середньому за 60 хвилин; %ВК = відбитих кидків (у %); ША = шатаути

Джерело: IIHF.com [Архівовано 11 квітня 2014 у Wayback Machine.]

## Група В

### Таблиця
| Збірна     | М | В | Н | П | Ш     | О  |
| ---------- | - | - | - | - | ----- | -- |
| Австрія    | 5 | 5 | 0 | 0 | 27:9  | 10 |
| Литва      | 5 | 3 | 1 | 1 | 24:14 | 7  |
| Польща     | 5 | 3 | 0 | 2 | 19:10 | 6  |
| Естонія    | 5 | 2 | 0 | 3 | 19:21 | 4  |
| Нідерланди | 5 | 1 | 1 | 3 | 13:24 | 3  |
| Хорватія   | 5 | 0 | 0 | 5 | 11:35 | 0  |

### Результати
| 23 квітня 13:00 | Литва      | 3-3 (2-0,0-1,1-2) | Нідерланди |
| 23 квітня 16:30 | Естонія    | 1-3 (0-2,1-1,0-0) | Польща     |
| 23 квітня 20:00 | Хорватія   | 0-6 (0-1,0-4,0-1) | Австрія    |
| 24 квітня 13:00 | Польща     | 1-2 (1-0,0-0,0-2) | Литва      |
| 24 квітня 16:30 | Нідерланди | 5-1 (1-0,2-0,2-1) | Хорватія   |
| 24 квітня 20:00 | Австрія    | 3-1 (0-1,2-0,1-0) | Естонія    |
| 26 квітня 13:00 | Австрія    | 5-3 (1-1,2-2,2-0) | Литва      |
| 26 квітня 16:30 | Польща     | 5-1 (2-0,1-0,2-1) | Нідерланди |
| 26 квітня 20:00 | Хорватія   | 6-8 (2-3,2-4,2-1) | Естонія    |
| 28 квітня 13:00 | Польща     | 7-1 (1-0,2-1,4-0) | Хорватія   |
| 28 квітня 16:30 | Нідерланди | 2-8 (1-2,1-3,0-3) | Австрія    |
| 28 квітня 20:00 | Естонія    | 2-7 (0-4,1-2,1-1) | Литва      |
| 29 квітня 13:00 | Австрія    | 5-3 (3-1,0-1,2-1) | Польща     |
| 29 квітня 16:30 | Литва      | 9-3 (5-2,1-0,3-1) | Хорватія   |
| 29 квітня 20:00 | Нідерланди | 2-7 (0-2,0-1,2-4) | Естонія    |

### Найкращі бомбардири
| Гравець           | Матчі | Голи | Паси | Очки | +/− | ШХ | Поз |
| ----------------- | ----- | ---- | ---- | ---- | --- | -- | --- |
| Дарюс Пліскаускас | 5     | 5    | 7    | 12   | +4  | 4  | Ф   |
| Томас Кох         | 5     | 5    | 5    | 10   | +6  | 2  | Ф   |
| Дарюс Леленас     | 5     | 7    | 1    | 8    | +3  | 2  | Ф   |
| Артурас Катуліс   | 5     | 3    | 5    | 8    | +7  | 0  | З   |
| Маттіас Траттніг  | 5     | 4    | 3    | 7    | +1  | 8  | Ф   |
| Маріуш Черкавські | 5     | 3    | 4    | 7    | +3  | 2  | Ф   |
| Марцін Колюш      | 5     | 2    | 5    | 7    | +6  | 4  | Ф   |
| Дайнюс Бауба      | 5     | 1    | 6    | 7    | +2  | 10 | Ф   |
| Егідіюс Бауба     | 5     | 1    | 6    | 7    | +4  | 31 | Ф   |

Джерело: IIHF.com [Архівовано 30 травня 2013 у Wayback Machine.]

### Найкращі воротарі
Список п'яти найращих воротарів, сортованих за відсотком відбитих кидків. У список включені лише ті гравці, які провели щонайменш 40% хвилин.
| Гравець             | ЧНЛ    | ГП  | СП | СПГ  | %ВК   | ША |
| ------------------- | ------ | --- | -- | ---- | ----- | -- |
| Арунас Алейніковас  | 228:47 | 177 | 11 | 2.88 | 93.79 | 0  |
| Райнгард Дівіс      | 240:00 | 86  | 7  | 1.75 | 91.86 | 1  |
| Рафал Радзішевський | 188:39 | 76  | 7  | 2.23 | 90.79 | 0  |
| Олексій Терентьєв   | 235:42 | 138 | 13 | 3.31 | 90.58 | 0  |
| Філ Груневелд       | 274:49 | 173 | 21 | 4.58 | 87.86 | 0  |

ЧНЛ = часу на льоду (хвилини:секунди); КП = кидки; ГП = голів пропушено; СП = Середня кількість пропущених шайб; СПГ = Голи, пропущені в середньому за 60 хвилин; %ВК = відбитих кидків (у %); ША = шатаути
Джерело: IIHF.com [Архівовано 30 травня 2013 у Wayback Machine.]

## Підсумкова таблиця
| Місце | Збірна          |
| ----- | --------------- |
| 17.   | Німеччина       |
| 18.   | Австрія         |
| 19.   | Литва           |
| 20.   | Франція         |
| 21.   | Польща          |
| 22.   | Японія          |
| 23.   | Угорщина        |
| 24.   | Естонія         |
| 25.   | Нідерланди      |
| 26.   | Велика Британія |
| 27.   | Хорватія        |
| 28.   | Ізраїль         |